# Parque Chacabuco
El Parque Chacabuco es un gran espacio verde de la Ciudad de Buenos Aires, Argentina; ubicado en el barrio del mismo nombre.
Es el tercer pulmón verde más grande en superficie después de los bosques de Palermo y el Parque Avellaneda.
Está ubicado entre las calles Emilio Mitre, y las avenidas Eva Perón, Curapaligüe y Asamblea.
Su creación fue decidida por el Concejo Deliberante de la Ciudad de Buenos Aires mediante la Ordenanza del 15 de mayo de 1903. El diseño del parquizado estuvo a cargo del paisajista Carlos Thays.

## Historia
En 1902, la Municipalidad compró un terreno en la actual ubicación del parque y convocó al Director de Parques y Paseos Paseos de la ciudad, el prestigioso Carlos Thays, para el diseño del parque. El mismo fue creado el 15 de mayo de 1903 e inaugurado en 1909. Originalmente incluía una pista para carreras pedestres y otra para obstáculos, canchas, juegos para chicos y un tambo con ordeñe a la vista, que vendía leche a los vecinos. En la esquina de Asamblea y Curapaligüe había un vivero y, en la subida al parque, sobre Hortiguera, un kiosco biblioteca.
En sus canchas en sus canchas jugaron, entre otros clubes, San Lorenzo y Atlanta. En junio de 1918 tuvo lugar el único partido bajo nieve del que se tiene registro en el país: Club Atlético de San Isidro  le ganó a Atlanta por dos goles.
La fisonomía del parque se alteró gravemente cuando en 1978 la dictadura autodenominada Proceso de Reorganización Nacional, a través del entonces intendente de facto Osvaldo Cacciatore, construyó la Autopista 25 de Mayo, inaugurada en 1980.

## Descripción
En el parque el visitante encontrará un hermoso rosedal con senderos rodeados de flores y árboles diversos; y una fuente amplia con varios chorros de agua fresca y cristalina; con bancos distribuidos en sus senderos rojos de ladrillos picados.
El cruce de la autopista 25 de Mayo, que lo cruza en diagonal, genera dos zonas bien diferenciadas, unidas por el único pasaje que dejaron las diversas construcciones que surgieron debajo de la autopista, como por ejemplo el centro de difusión cultural Adán Buenosayres. Funcionan además en el parque: escuelas, jardines de infantes, un centro de jubilados, confiterías y un centro deportivo abierto a la comunidad que, entre otras actividades, cuenta con una destacada escuela pública de ajedrez y una histórica calesita sobre la Avenida Asamblea.

Panorámica del Parque Chacabuco.

En las adyacencias del Parque Chacabuco se destacan: al este, el Barrio Emilio Mitre construido por la Municipalidad entre 1917 y 1923; al oeste, la Iglesia de Nuestra Señora de la Medalla Milagrosa y la Sede Chacabuco del Instituto Vocacional de Arte "Manuel de Labardén".

## Esculturas
Yaguareté (1935)

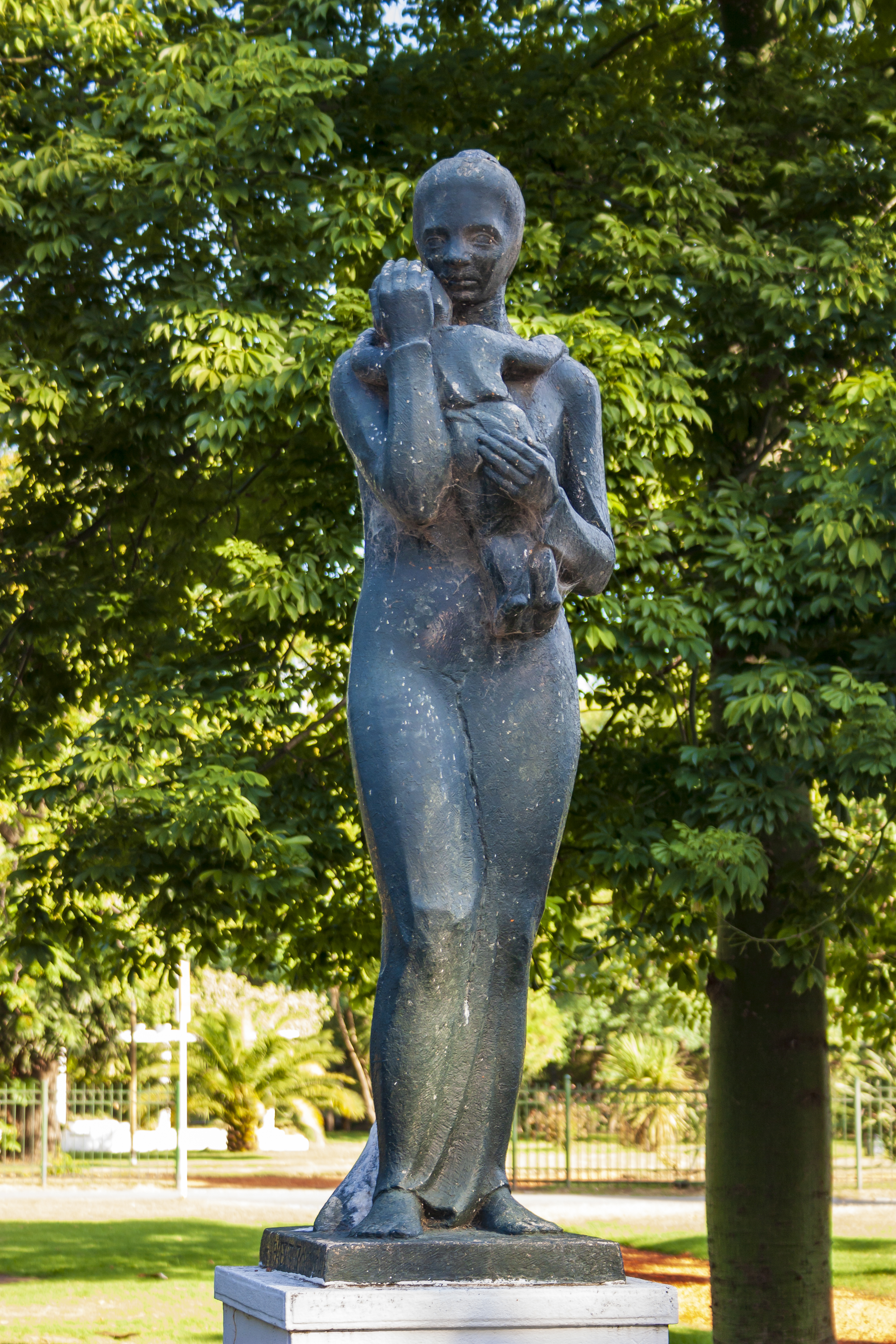
Madre (1970) de Domingo Jesús de Páez Torres

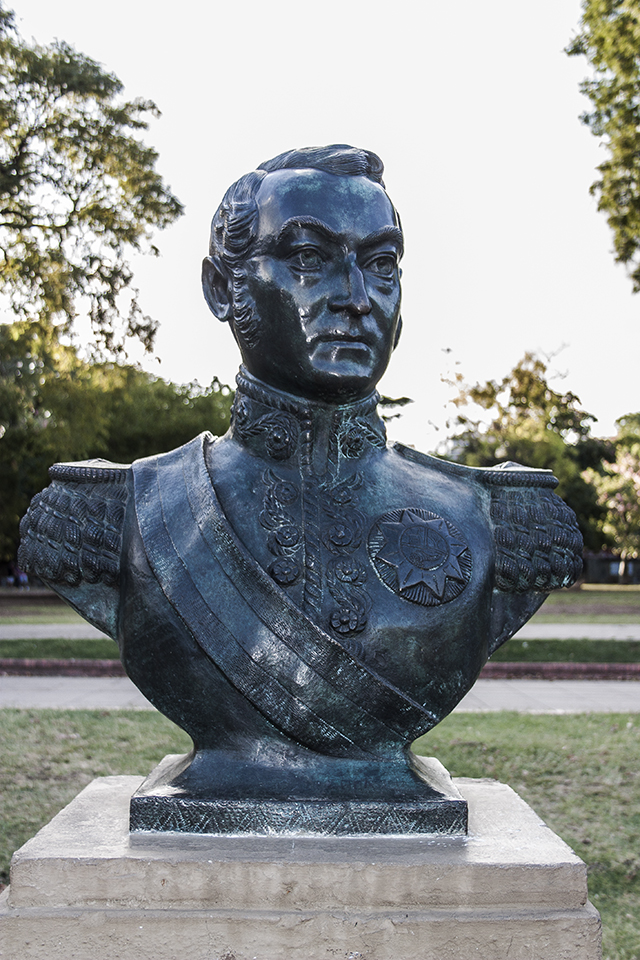
Busto de San Martín.

Obra del escultor argentino Emilio Jacinto Sarniguet (1888 - 1943), especializado en figuras de animales. Se emplazó en el parque el 21 de diciembre de 1937 y se inauguró el 16 de febrero de 1938. Posteriormente en abril de 1974 sufrió un acto vandálico en el que le cercenaron la cabeza, parte de una pata y la cola. Por tal motivo fue llevado a los talleres de la Dirección de Monumentos y Obras de Arte de la Ciudad para su reconstrucción y una vez finalizada dicha tarea fuera emplazado en el Jardín Zoológico, acto que se llevó a cabo un año más tarde.
Durante muchos años vecinos del Parque Chacabuco iniciaron trámites para la devolución de la escultura a su emplazamiento original, que logró respuesta luego de 27 años gracias a la gestión del entonces secretario de Medio Ambiente y Recursos Sustentables de la Ciudad: Norberto La Porta, quien era además vecino del barrio. La obra se sitúa en la explanada que tiene ingreso desde la Avenida Asamblea y Emilio Mitre llegando hasta la fuente de la cascada.
Durante el invierno de 2013 sufrió otro acto de vandalismo en el que pintaron de blanco uno de los lados de la escultura. La pintura fue retirada posteriormente durante 2014. Mide 1,30 m de largo y 0,50 m de alto con un peso aproximado de 800 kg.
Existe una copia de esta escultura en la ciudad de Paraná, exactamente en la zona baja de la Costanera, en cercanías del Paraná Rowing Club y el Balneario Municipal
Ñusta, fuente incaica (1930)
Obra del escultor argentino Emilio Andina (1875 - 1935)
Figura femenina en bronce con una altura de 1,27 m.
Originalmente esta fuente estaba construida con un pedestal de granito rojo dragón en el cual podían verse grabados motivos iconográficos incaicos, sobre el cual estaba emplazada la escultura de bronce de una Ñusta o princesa inca.
Fue removida del parque el 6 de septiembre de 1978 con motivo de las obras de apertura del Autopista 25 de Mayo y restituida el 16 de junio de 1982 pero ya sin su pedestal original, hoy desaparecido.
Domingo Faustino Sarmiento (1961)
Obra del escultor, crítico de arte y poeta Adhemar Demeno Peláez (1913-1967).
Fue inaugurada en el parque el 11 de septiembre de 1967.
José de San Martín (1968)
Busto en bronce, obra de E. De Luca, donado por la Asociación Cultural Sanmartiniana de Caballito.
Federico Chopin (1930)

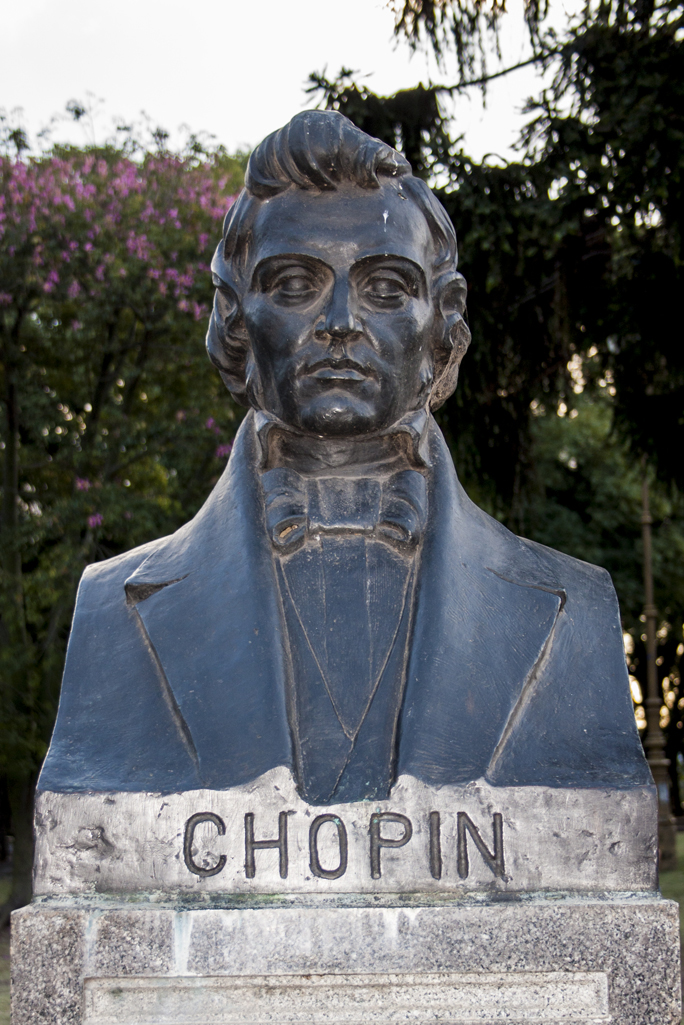
Federico Chopin (1930) de Pedro Juan Ferrari

Obra del escultor italiano Pedro Juan Ferrari (1884 - 1970) Inaugurada en el parque el 22 de septiembre de 1944.
Poseía una placa en su pedestal firmada por la Sociedad Cultural Polaca en 1958.
Doctor Antonio Federico Ozanam (1983)
Obra del escultor argentino Carlos María Toto (1949)
En su restauración este busto fue simplemente pintado con un esmalte negro.
Campesina - Femme aux champs
Obra del escultor francés Jean-Victor Badin (1872-1949) inaugurada el 11 de marzo de 1948 en la Plazoleta Avelino Gutiérrez que integra la zona verde del Parque.
Actualmente a la figura le falta la hoz de hierro que empuñaba en su mano izquierda.
Madre (1970)
Obra del escultor puntano Domingo Jesús de Páez Torres (1920-)
Inaugurada el 25 de noviembre de 1970.

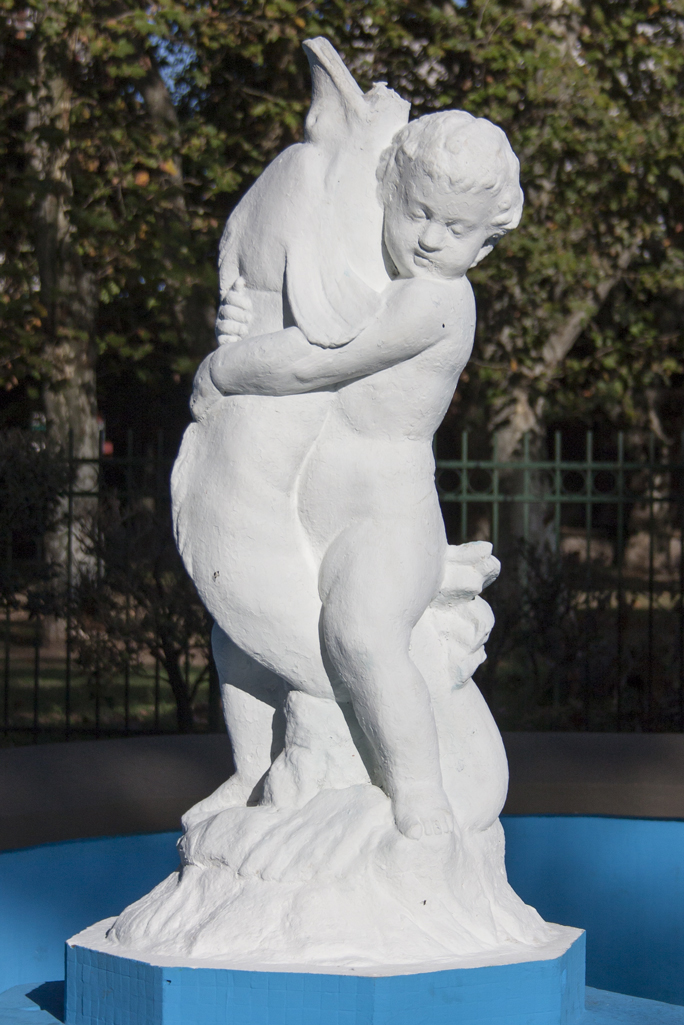
El niño y el delfín en la nueva fuente de los Sapitos.

Adolescencia y la "fuente de los Sapitos"
Obra del escultor italiano Vicente Roselli, era una figura en bronce que medía 1,69 m de altura y 0,53 m de ancho. Se hallaba en medio de una amplia fuente de 45 m. rodeada de 30 sapos de bronce surtidores de agua en medio de una antigua rosaleda (de allí el nombre coloquial: "Fuente de los sapitos"); hasta que en 1978 fue removida completamente del parque por motivo de las obras de construcción del autopista 25 de mayo. La estatua fue trasladada a la Plaza Palermo Viejo en donde fue robada el 14 de septiembre de 1991. Los sapos de bronce fueron trasladados al rosedal de Palermo.
El niño y el delfín (Nueva fuente de los sapitos)
Es una escultura de cemento cuyo autor es anónimo y representa a un niño y un delfín. Se emplaza en el centro de una nueva fuente que recrea la pérdida durante 1978. Inaugurada el 25 de febrero de 2004, esta fuente mide aproximadamente 25 m y originalmente poseía 6 sapos, 2 de ellos originales de bronce que poseía la antigua fuente de 1930. Ambos fueron robados y sustituidos por otros.
La Aurora (1915)
Escultura en Mármol de Carrara, obra del escultor francés Émile Peynot. Llegada a la Argentina por encargo de Carlos Thays desde Francia en 1917. Fue inaugurada en 1918 en la Plaza Rodríguez Peña. Diez años después se trasladó al Parque Rivadavia hasta que en 1943 llegó al Parque Chacabuco. El 15 de agosto de 1980 fue trasladada al Parque Centenario (actual emplazamiento) por motivo de las obras de la Autopista 25 de Mayo.

## Imágenes
|                             |
| Cenador o glorieta antigua. |

|                              |
| Nueva fuente de los sapitos. |

|                                        |
| Tipa blanca centenaria (Tipuana tipu). |

|                |
| Vista general. |

|                                                                             |
| Boca de Subte de la estación Emilio Mitre, Línea E (Subte de Buenos Aires). |

|                                |
| La calesita de “Tatín” Ravelo. |

|                                                   |
| Parque Chacabuco. Vista desde una de sus fuentes. |

|                                                          |
| Yaguareté, del escultor Emilio Jacinto Sarniguet (1935). |

|        |
| Pileta |